# Гайле Георгій Іванович
Георгій Іванович Гайле (1905, місто Санкт-Петербург, тепер Російська Федерація — 25 серпня 1968, місто Рига, тепер Латвія) — латвійський радянський державний діяч, заступник голови Ради міністрів Латвійської РСР, директор Ризького електротехнічного заводу «ВЕФ». Член ЦК Комуністичної партії Латвії. Депутат Верховної Ради Латвійської РСР 2—7-го скликань. Депутат Верховної Ради СРСР 6-го скликання.

## Життєпис
Народився в родині машиніста залізниці. Трудову діяльність розпочав у 1916 році робітником тютюнової фабрики. З 1918 року — робітник свинцево-прокатних майстерень в Петрограді. Одночасно навчався, здобув середню освіту.
З 1925 року — робітник-обмотувальник заводу «Електросила» в місті Ленінграді. Член ВКП(б) з 1929 року.
Закінчив електромеханічний факультет Ленінградського політехнічного інституту, інженер-електрик.
Після закінчення інституту і до початку німецько-радянської війни працював начальником підвідділу постачання і підвідділу планування, начальником цеху, начальником виробництва ленінградського заводу «Електросила». 
У 1941—1944 роках — головний інженер заводу «Уралелектроапарат». Організовував виробництво спеціального озброєння на заводі.
У 1944—1957 роках — директор Ризького електротехнічного заводу «ВЕФ».
5 червня 1957 — 16 липня 1958 року — 1-й заступник голови Ради народного господарства Латвійської РСР.
16 липня 1958 — жовтень 1965 року — голова Ради народного господарства Латвійської РСР — міністр Латвійської РСР.
20 жовтня 1965 — 4 жовтня 1967 року — заступник голови Ради міністрів Латвійської РСР.
З жовтня 1967 року — на пенсії в місті Ризі.
Помер 25 серпня 1968 року в місті Ризі після важкої і тривалої хвороби. Похований на цвинтарі Райніса в Ризі 28 серпня 1968 року.

## Нагороди
- орден Леніна (13.04.1965)
- три ордени Трудового Червоного Прапора
- орден «Знак Пошани»
- медалі
- Почесна грамота Президії Верховної ради Латвійської РСР (1945)
- Заслужений діяч науки і техніки Латвійської РСР